# Dorfkirche Groß Schacksdorf

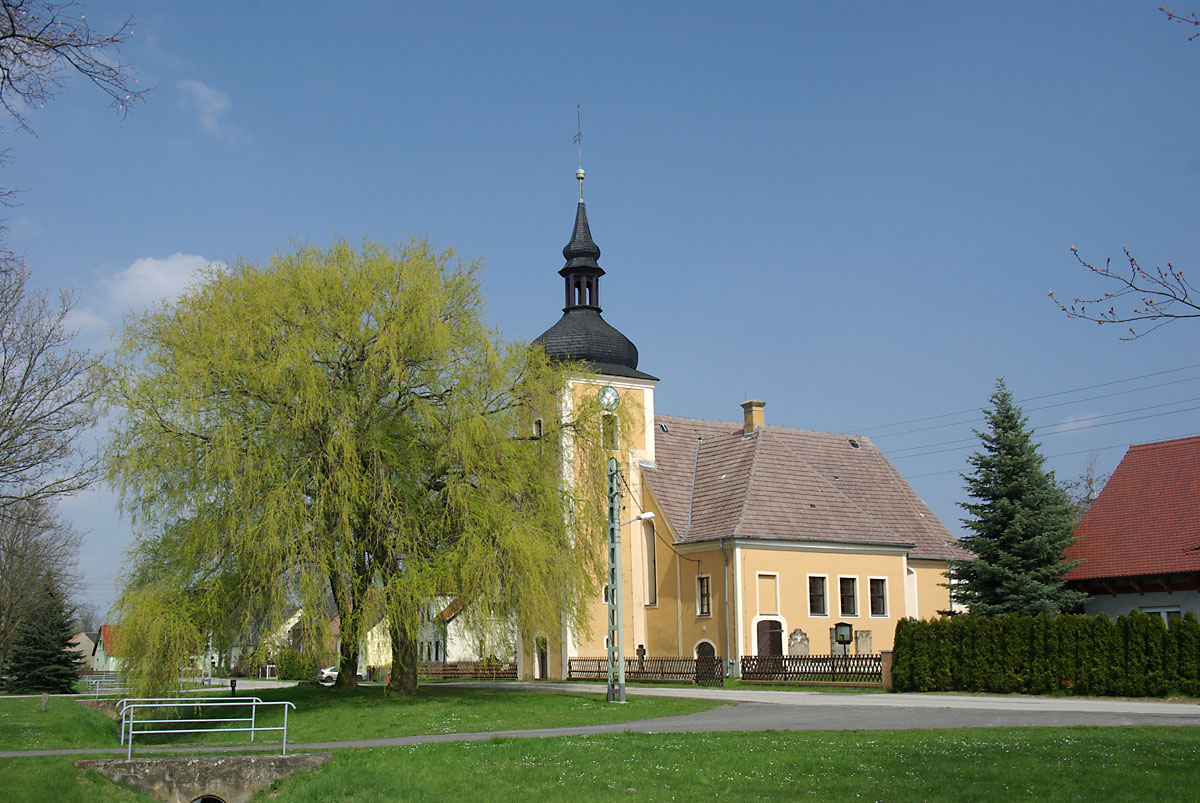
Dorfkirche Groß Schacksdorf

Die evangelische Dorfkirche Groß Schacksdorf ist ein denkmalgeschütztes Kirchengebäude in Groß Schacksdorf, einem Ortsteil der Gemeinde Groß Schacksdorf-Simmersdorf im Landkreis Spree-Neiße in Brandenburg.

## Architektur und Baugeschichte
Die Groß Schacksdorfer Kirche wurde vermutlich in der zweiten Hälfte des 14. Jahrhunderts, spätestens aber Anfang des 15. Jahrhunderts errichtet. Es handelt sich um einen spätgotischen Feldsteinbau mit ⅝-Chorschluss. Im Dreißigjährigen Krieg wurde die Dorfkirche zerstört und zwischen 1719 und 1721 wiedererrichtet. Dabei wurde auch der quadratische Westturm aus Backstein ergänzt, dieser verfügt über eine Schweifhaube mit Laterne. An der Südseite der Kirche befindet sich eine zweigeschossige Patronatsloge etwa aus der Zeit um das Jahr 1740.
Die Dorfkirche verfügt über eine spitzbogige Südpforte im gotischen Stil, alle anderen Fenster und Eingänge wurden nachträglich barockisiert. Innen besitzt die Kirche eine verputzte Holztonne mit gratigen Putzrippen. Der Ostabschluss ist als halbes Klostergewölbe gebildet, die Schlusssteine sind mit Wappen bemalt, die Gemälde sind auf das Jahr 1723 datiert. Die Kirche verfügt über eine Nord- und eine Westempore.
Nach dem Zweiten Weltkrieg wurde die beschädigte Dorfkirche ab 1953 saniert. Zwischen 1982 und 1989 erfolgte erneut eine Restaurierung des inzwischen wieder baufälligen Gebäudes.
Die Kirchengemeinde Groß Schacksdorf bildet mit den Kirchengemeinden Forst-Noßdorf und Groß Bademeusel den Pfarrsprengel Noßdorf. Dieser gehört dem Kirchenkreis Cottbus in der Evangelischen Kirche Berlin-Brandenburg-schlesische Oberlausitz an.

## Ausstattung
Der größte Teil der originalen Ausstattung der Groß Schacksdorfer Dorfkirche wurde im Zweiten Weltkrieg zerstört. Lediglich Teile des hölzernen Altaraufsatzes sind erhalten. Dieser stammt aus dem 18. Jahrhundert und ist mit Figuren des Auferstandenen und Engeln geschmückt. Der Kanzelkorb stammte etwa aus dem Jahr 1700 und verfügte über Kartuschen an der Brüstung.
Die heutige Ausstattung stammt zum größten Teil aus der im Jahr 1987 zugunsten des Tagebaus Jänschwalde abgebrochenen Dorfkirche Weißagk. Der Altaraufsatz verfügt über Weinlaubsäulen und Knorpelwerkwangen und stammt aus der zweiten Hälfte des 17. Jahrhunderts. In dem rekonstruierten, eingefügten Schrein befindet sich eine kleine Standfigur der Maria mit Kind aus dem Jahr 1470 oder 1480, diese wurde aus der Dorfkirche Grießen übernommen. Die hölzerne Kanzel stammt aus dem 18. Jahrhundert, das gusseiserne Taufbecken aus dem Jahr 1868.
Die verglaste Patronatsloge der Kirche ist erkerartig vorkragend, auf den Brüstungsfeldern sind mit Grisailletechnik biblische Szenen aufgemalt. In der Kirche befinden sich zudem ein mittelalterlicher Opferkasten mit Eisenbeschlägen sowie ein Epitaph für zwei im Jahr 1704 verstorbene Söhne der Familie von Mühlen. Außen an der Kirche gibt es sieben barocke Wappen- und Inschriftgrabsteine.

## Orgel
Die Orgel wurde etwa 1775 durch den Orgelbauer Matthäus Claunigk erbaut und befand sich ebenfalls zunächst in der Dorfkirche in Weißagk. Sie ist eine der ältesten Orgeln der Lausitz. 1990 wurde die Orgel von der Firma Orgelbau Fahlenberg aus Eberswalde restauriert und anschließend nach Groß Schacksdorf gebracht. Die einmanualige Orgel verfügt über mechanische Schleifladen, sechs Register auf dem Manual und zwei Register auf dem Pedal.
Die Disposition:
| Manual C–c3     |    |
| Salicional      | 8′ |
| Flauto Traverso | 8′ |
| Principal       | 4′ |
| Flauto Amabile  | 4′ |
| Oktave          | 2′ |
| Mixtur III      |    |

| Pedal CD–h    |     |
| Subbass       | 16′ |
| Principalbass | 8′  |

- Koppeln: I/P

## Gedenken
Rechts neben der Kirche befindet sich ein Denkmal für die Gefallenen Bewohner des Kirchspiels Groß Schacksdorf während des Zweiten Weltkriegs. Die Anlage besteht neben dem Hauptdenkmal aus mehreren Betonkreuzen und einem künstlerisch gestalteten Metallbaum. Die Inschrift auf dem Denkmal lautet:

„JESUS CHRISTUS SPRICHT:
 ICH LEBE UND IHR SOLLT AUCH LEBEN
 DEN OPFERN DER WELTKRIEGE ZUM
 GEDÄCHTNIS
 
 KRIEG KENNT NUR OPFER
 
 BAUT BRÜCKEN ZUEINANDER“

Darunter sind die Namen der Gefallenen aufgelistet.